# 恩多隆杜古
恩多隆杜古（法語：N'Dlondougou），是馬里的城鎮，位於該國西部，由庫利科羅區的迪瓦拉省負責管轄，面積655.7平方公里，海拔高度337米，2009年人口21,830，人口密度每平方公里33人。